# Acciaio (personaggio)
Acciaio (Steel), il cui vero nome è John Henry Irons, è un personaggio dei fumetti, noto anche come "Man of Steel/Uomo d'Acciaio", pubblicato negli Stati Uniti d'America da DC Comics. Ideato da Louise Simonson e dal disegnatore Jon Bogdanove, ha esordito sul n. 500 della serie a fumetti Adventures of Superman nel giugno 1993. La caratterizzazione del personaggio è ispirata all'eroe nazionale americano John Henry.
Il personaggio esordì nel 1993 come uno dei potenziali sostituti di Superman dopo la sua morte, attrezzandosi con un'armatura e uno speciale martello, in modo da rimpiazzare parzialmente le sovrumane capacità fisiche del kryptoniano. Dopo il ritorno in vita di Superman, continuò la sua attività di supereroe, come protagonista di una propria serie oltre a divenire membro della Justice League of America nella serie JLA scritta da Grant Morrison.
Altri personaggi hanno utilizzato il nome di Acciaio/Steel nell'universo DC oltre a John Irons:
- Henry Heywood (1978), eroe di guerra e membro dell'All-Star Squadron;
- Henry "Hank" Heywood III (1984), nipote del primo Steel e membro della Justice League America;
- Nathan Heywood (2007), in seguito denominato Citizen Steel e membro della Justice Society.

## Storia editoriale
La prima serie a fumetti dedicata al personaggio venne scritta da Louise Simonson e poi da Christopher Priest dal 1994 al 1998.

## Biografia del personaggio

### La morte di Superman
Il dottor John Henry Irons era un ingegnere bellico che rimase disgustato quando il BG-60, un potente cannone energetico manuale da lui progettato quando lavorava alle AmerTek Industries, fece strage di persone innocenti. Dal momento che la società per la quale lavorava lo costrinse a rimanere a lavorare, inscenò la sua morte e si trasferì a Metropolis. Mentre era al lavoro in un cantiere, cadde da un grattacielo nel tentativo di salvare altri ma fu salvato da Superman. Volendo ringraziarlo Superman gli disse solo di vivere «una vita che valeva la pena salvare». Durante lo scontro fra Superman e Doomsday, Irons tentò di combattere contro questi con l'ausilio di un martello da fabbro ma finì sepolto dalle macerie risvegliandosi poco dopo la morte dell'eroe. Ripresosi, scoprì che nella guerra fra bande della città veniva usato come arma il Tostapane BG-80, una versione avanzata del suo progetto. Irons creò e indossò un'armatura potenziata in memoria di Superman al fine di fermare la guerra, così come la diffusione delle armi che erano state distribuite d Angora Lapin - alias il Coniglio Bianco - un'ex collega e amante durante il suo lavoro alle AmerTek Industries.
Durante la storia Il Regno dei Supermen, venne chiamato "Uomo d'Acciaio", poi abbreviato in "Acciaio" da Superman in persona. Durante la morte di Superman, sebbene Acciaio non affermò mai di essere il "vero Superman", Lois Lane considerò seriamente la possibilità che Irons potesse essere qualcuno il cui corpo era abitato dall'anima di Superman, dimostrando minore scetticismo verso Acciaio rispetto gli altri tre sedicenti "Supermen" incontrati dopo l'apparente morte dell'originale e concludendo che nessuno di loro fosse quello vero.

### Ritorno a Washington
Successivamente Acciaio lasciò Metropolis per fare ritorno a Washington. La AmerTek attaccarono casa sua (probabilmente per distruggere le proprietà di quando inscenò la propria morte). Tra l'attacco e il sapere che i Tostapane venivano usati nelle strade di Washington, riforgiò la sua armatura (ora più forte che mai); cominciò la sua battaglia contro la AmerTek, che sapeva essere responsabile della perdita delle armi per le strade. Tuttavia, Acciaio decise di non usare la "S" sulla sua armatura, perché sapeva che le sue azioni lo avrebbero portato al di fuori della legge.
La famiglia di Acciaio fu introdotta in questa serie: i suoi nonni, Butter e Bess, sua cognata Blondell e i suoi bambini Jemahl, Natasha, Paco, Tyke e Darlene (questi ultimi due furono adottati).
Le prime avventure di Acciaio lo misero contro la AmerTek e contro le gang della città che usavano le sue armi. Suo nipote Jemahl si unisce ad una di queste gang credendo che avrebbe ricevuto protezione, senza sapere, invece, che lo usavano per arrivare ad Acciaio. Tyke finì paralizzato da un proiettile diretto a Jemahl e Blondell fu aggredita. Acciaio buttò giù la AmerTek e le gang e si concentrò su chi aiutava la AmerTek a distribuire le armi. Questo lo portò ad un gruppo chiamato BLACK Ops, guidato dal criminale Hazard.
Acciaio si unì brevemente con Maxima, che era ancora sulla Terra e collaborava con la Justice League, per aiutarla contro un despota alieno chiamato De'cine. Durante quel periodo, Acciaio sviluppò l'abilità di teleportare la sua armatura. All'inizio, gli sembrò istintiva (accadeva quando si trovava in pericolo mortale) ma presto cominciò a controllarlo meglio, sebbene non avesse idea di come accadeva.
Acciaio continuò la sua battaglia contro la BLACK Ops di Hazarde contro il ritorno del Coniglio Bianco. Un cacciatore di taglie chiamato Chindi tentò di abbatterlo, ma dopo aver scoperto che Hazard faceva esperimenti sui bambini, finì per allearsi con Irons. Acciaio fu chiamato via dalla Terra come parte della "Squadra di Salvataggio" di Superman, quando quest'ultimo fu portato in giudizio per la distruzione di Krypton.
La tragedia colpì la famiglia Irons al ritorno di Acciaio dallo spazio. Tyke, frustrato e arrabbiato a causa della sua condizione, tradì l'identità segreta di John Henry agli uomini che lavoravano per Hazard. Hazard liberò un cyborg chiamato Hardwire che aprì il fuoco sulla famiglia Irons. La maggior parte di loro riportò ferite superficiali, tranne Butter che fu ferito gravemente. L'Assistenza Sociale venne a reclamare Tyke e Darlene. Tyke alla fine risulterà sotto la custodia di Hazard. Hardwire batte Acciaio al Washington Monument, suicidandosi. Acciaio dovette teleportare via la sua armatura per salvarsi la vita, ma questo lo portò a rivelare la sua identità al mondo intero. Acciaio fu preso da Hazard, ma pianificò la sua fuga. Intanto trovò un'arma anti-materia, chiamata Annichilatore, che lui stesso aveva disegnato e nascosto anni prima per l'ultimo incontro con Hazard.
A questo punto si rende conto che può teleportare se stesso oltre alla sua armatura. Distrugge Hazard e la sua tana nella battaglia, e tre dei soldati di Hazard verranno apparentemente uccisi da Irons.
Ora che la sua identità è stata svelata, la famiglia Irons, non ha pace. Sono assaliti dai vicini e da una moltitudine di gente. La famiglia viene attaccata da Dottor Polaris, dal Parassita e da altri. La nonna di Irons, Bess, rimane uccisa e la famiglia viene costretta a nascondersi, ricollocata da un amico di John Henry chiamato Double.
Acciaio apprende che i tre soldati di Hazard sono vivi. I tre si alleano con lui per aiutarlo a sconfiggere una delle sue armature che li attacca. Acciaio immaginò che l'armatura venne alla vita a causa della sua colpevolezza e degli strani effetti del teletrasporto. Pianificò di bandire il mostro e riprendersi l'armatura.
Il titolo ricevette uno sconvolgimento quando Christopher Priest divenne lo scrittore principale per il numero n. 34. Acciaio si ricollocò a Jersey City con Natasha e cominciò a lavorare in un ospedale. Costruì una nuova versione della sua armatura molto meno potente della precedente (ma col ritorno dell'emblema di Superman sui di essa). Le sue avventure a Jersey City sono molto più mondane, nonostante il cambio di direzione (il quale oltre al lavoro, includeva una storia sentimentale). La serie ospitò anche io ritorno di suo fratello, Clay, un killer che si pensava fosse morto. Clay assunse l'identità di "Crash" e pensò di rubare un paio di stivali a razzo di Acciaio prima di trasformarsi, così che potesse salvare sua figlia, Nat, quando avrebbe avuto bisogno di una trasfusione di sangue. La serie fu cancellata col numero n. 52 in cui Acciaio correva all'ospedale dopo aver smascherato il suo precedente coordinatore, il Dottor Villain (pronunciasi Will-hane).

### I mondi collidono
Durante la serie crossover I Mondi Collidono tra la DC e la Milestone Media, Acciaio incontra la sua controparte della Milestone Hardware. Entrambi gli eroi chiedono all'altro una spiegazione; Acciaio pensa che Hardware sia troppo impulsivo e ribelle, mentre Hardware pensa che Acciaio sia troppo fiducioso e ingenuo.

### La JLA e gli Uomini d'Acciaio
Durante la cancellazione della sua serie, Acciaio fu reclutato come membro della Justice League, dovuto alla preoccupazione di Batman che la League aveva troppe braccia e necessitava di più menti. Durante il periodo con la League, Acciaio ebbe un ruolo cruciale nella sconfitta di nemici quali Prometheus e Queen Bee. Fu addirittura il leader del team di riserva rimasto nel presente durante la Crisi DC One Million, una squadra composta da Cacciatrice, Barda, Plastic Man e Zauriel. Dopo la battaglia contro Mageddon, cessò di essere un membro a tempo pieno della League, sebbene fosse un membro di supporto per qualche tempo. Divenne anche un membro regolare dei titoli di Superman, essendo ritornato a Metropolis per mandare avanti il suo negozio con Nat, chiamato "Steelworks". Rivelò addirittura di aver saputo l'identità di Superman per qualche tempo. I due divennero una sorta di partner e John Henry aiutò Superman a costruire una nuova Fortezza della Solitudine.
Acciaio si ritirò dal servizio attivo durante la guerra contro Imperiex, dopo che rimase ferito gravemente mentre indossava l'Entropy Aegis, un'armatura aliena costruita sul pianeta Apokolips; l'armatura consumò quasi tutta la sua anima quando fu preso dal Black Racer mentre tentava di liberare Doomsday per metterlo contro Imperiex.

### Pensione
Durante il suo pensionamento, Irons fece un'armatura per sua nipote, Natasha Irons, che divenne il nuovo Acciaio. Sebbene non fosse da tempo in azione contro il crimine rimase un importante alleato di Superman. Involontariamente usurpò la posizione di Emil Hamilton come guru della tecnologia di Superman, uno dei molti sviluppi che portarono all'emergenza di Ruin.

## Poteri e abilità
- John Henry Irons non ha poteri superumani; tuttavia è uno straordinario inventore ed ingegnere, e indossa un'armatura super potente che gli dona il volo, la superforza e la resistenza. Un enorme martello è anche un'arma chiave della sua armatura.
- Acciaio modificò molte volte la sua armatura durante la sua carriera. Il primo disegno dell'"Uomo d'Acciaio" era armato con una rivoltella montata sul polso e il martello, che è stato presente su tutte le versioni dell'armatura. In più una placca di metallo con il simbolo di Superman in memoria dell'eroe temporaneamente deceduto, che Irons tolse dall'armatura dopo il ritorno del vero "Uomo d'Acciaio". Un disegno postumo dell'armatura comprendeva un simbolo simile con una "S" diversa.
- Quando indossò l'Entropy Aegis, ebbe una superforza ed una resistenza divina e poteva cambiare dimensione fino a raggiungere altezze inverosimili. Aveva anche la possibilità di volare dovuta ad ali energetiche, e poteva telportare sé stesso attraverso il tempo e lo spazio. Poteva anche sparare palle di energia che potevano ridurre il bersaglio al suo elemento costitutivo. Tuttavia, l'Aegis, lo rese più violento e corrose lentamente la sua anima.
- Il suo martello più intelligente, colpiva più forte quanto la distanza di lancio era più grande; era capace di volo indipendente e aveva a bordo un computer di guida e analisi capace di identificare il punto debole di un bersaglio.
- Durante gli eventi di 52, John Henry Irons fu alterato dal Progetto Ogniuomo e divenne un composto di acciaio inossidabile dovuta alla manomissione di Lex Luthor del DNA di John senza il suo permesso. La forza e la resistenza di Acciaio ora sono a livelli super umani. In più, ora può generare abbastanza calore da diventare metallo fluido (incluso il suo stesso corpo). Non è chiaro di come può generare il calore, sebbene in qualche modo sia collegato alla cinetica o all'elettricità. Nel n. 29, la sua pelle metallica si staccò definitivamente, lasciandolo così nella sua forma umana.

## Altre versioni del personaggio

### Henry Heywood
Il personaggio venne creato da Gerry Conway e Don Heck ed è protagonista di storie ambientate durante la seconda guerra mondiale, nella quale rimase ferito quando alcuni sabotatori nazisti fecero saltare in aria una base dei Marine; per salvarlo dalle ferite, lo scienziato Gilbert Giles introdusse nel suo corpo dei dispositivi d'acciaio che resero il suo corpo invulnerabile e gli diedero una superforza. Con queste nuove capacità, Henry adottò l'identità eroica del patriottico Comandante Steel e combatté durante il conflitto unendosi all'All-Star Squadron. Alla fine della guerra, si ritirò e divenne un ricco industriale.

### Henry "Hank" Heywood III
Il personaggio venne creato da Gerry Conway dell'eroe della seconda guerra mondiale; quest'ultimo inserì nel corpo del nipote i medesimi componenti meccanici che gli diedero i suoi poteri, pare per salvargli la vita. Hank III divenne membro della Justice League America quando il team si trasferì a Detroit, al fianco di eroi esperti come Aquaman, Martian Manhunter e Zatanna, in una formazione inusuale della Lega che comprendeva oltre a lui giovani eroi inesperti come l'ispanico Vibe o la zingara Gipsy. Steel II prese parte alla Crisi sulle Terre infinite, e successivamente morì in battaglia. Il suo corpo è stato conservato nel bunker della JLA, prima di venir distrutto dal criminale Despero.

### Nathan Heywood
Il personaggio venne creato da Goeff Johns e Alex Ross ed è il cugino di Hank II e nipote di Henry Heywood. Star del football ai tempi della scuola, dovette ritirarsi a causa di un infortunio al ginocchio. Mentre si teneva una riunione di famiglia, gli Heywood vennero attaccati da Vandal Savage e dalla cellula criminale denominata Quarto Reich. Qui Nathan venne ferito e il suo corpo venne a contatto con del metallo liquido che lo tramutò in un essere vivente composto di acciaio. Il Dottor Mid-Nite e Mister Terrific crearono per lui un costume che gli consentì di controllare i suoi poteri, abbassandoli ad un livello più gestibile. I due scelsero i colori della bandiera USA, retaggio degli Heywood. Dopo esser stato ribattezzato da Power Girl Citizen Steel si unì alla Justice Society.

## Altri media
- Nel 1997 fu prodotto un film sulle aventure di John Henry Irons, intitolato Steel. Il supereroe era impersonato dal giocatore della NBA Shaquille O'Neal.
- All'interno DCAU, Metallo è presente in 2 episodi della serie animata Superman TAS: 2x21 e 2x23.
- Sempre all'interno del DCAU, Steel/Henry Heywood è apparso in alcuni episodi di Justice League Unlimited.
- Steel appare nella serie Legends of Tomorrow dell'Arrowverse, come Nathan “Nate” Heywood.